# Anwalt
Der Anwalt oder die Anwältin agieren als vertragliche oder gesetzliche Vertreter in Rechtsangelegenheiten, insbesondere von Privatpersonen, Unternehmen oder Institutionen gegenüber dem Staat, Behörden, Gerichten oder Unternehmen. Eine andere Bezeichnung für einen Anwalt ist Advokat.

## Geschichte
Anwaltsähnliche Berufe sind bereits im antiken Griechenland bekannt. Die Prozessparteien hatten grundsätzlich ihre Sache vor Gericht selbst zu vertreten. Sie konnten sich eines „Fürsprechs“ oder Synegors (altgriechisch συνήγορος synēgoros) zur Unterstützung bedienen (ehrenamtliche Tätigkeit). Professionelle (kostenpflichtige) Hilfe wurde durch Logographen bereitgestellt, die Plädoyers verfassten. Die juristischen Berufe wurden unter anderem an den Rhetorikschulen ausgebildet.
Dieses System wurde auch im Römischen Reich teilweise übernommen.
Ursprünglich ist in der Frühen Neuzeit der Anwalt ein hoher Beamter, im Sinne eines Stellvertreters, im 16. Jahrhundert auch Verweser genannt. Da seinerzeit eine Trennung in Verwaltung und Justiz noch nicht stattgefunden hatte, ist er sowohl Amtsträger als auch Person der Rechtspflege.

## Im engeren Sinne
Als Anwalt im engeren Sinne des Berufs bezeichnet man heute im deutschsprachigen Raum:
- Rechtsanwalt, an ordentlichen Gerichten und Strafgerichten der Vertreter natürlicher oder juristischer Personen
- Staatsanwalt, an ordentlichen Gerichten und Strafgerichten der Vertreter des Rechtsgebers
- Patentanwalt, der Vertreter im gewerblichen Rechtsschutz
- Syndikusrechtsanwalt, als Vertreter in allen Rechtsangelegenheiten von Unternehmen und Verbänden

## Funktionsbezeichnungen
Ähnliche Tätigkeiten (Anwaltschaft als Funktionsbezeichnung der Vertretung) üben/übten teilweise auch aus, oder sind nur in einzelnen Ländern vorhanden:
- Amtsanwalt (Deutschland)
- Amtsnotar
- Anwaltsmediator
- Attorney General (Common Law)
- Avoué (Frankreich)
- Barrister (Vereinigtes Königreich)
- Anwaltsnotar
- Bundeswehrdisziplinaranwalt
- Fachanwalt oder Fachanwalt (Schweiz)
- Fiskalanwalt (Deutschland [namens und im Auftrag von Behörden], Niederlande)
- Generalanwalt (Europäische Union)
- Generalbundesanwalt beim Bundesgerichtshof
- Generalprokurator (Frankreich)
- Militäranwalt
- Notar
- Patientenanwalt
- Oberbundesanwalt (Deutschland), nunmehr Vertreter des Bundesinteresses beim Bundesverwaltungsgericht
- Oberreichsanwalt (Deutsches Kaiserreich)
- Prokurator
- Prozessbevollmächtigter
- Rechtsagent (Liechtenstein und Schweiz), siehe auch Anwaltschaft in der Schweiz
- Schweizerische Bundesanwaltschaft
- Solicitor (Vereinigtes Königreich)
- Syndikusrechtsanwalt (Deutschland)
- Verfahrensbeistand
- Verfahrenspfleger
- Kinder- und Jugendanwalt (Österreich)